# Forêt nationale de Lassen
Pour les articles homonymes, voir Lassen.
La forêt nationale de Lassen (en anglais : Lassen National Forest) est une forêt fédérale protégée de Californie (États-Unis). Celle-ci enclave le parc national volcanique de Lassen. Cette forêt de 4 334 km2 a été créée le 2 juin 1905.
La forêt est traversée par le sentier Pacific Crest Trail.